# Erik Trolle
Erik Trolle (1460 circa – 1530) resse la Svezia durante l'Unione di Kalmar. Fu eletto nel 1512.

## Biografia
Era lawspeaker di Närke (carica tipicamente scandinava il cui compito era di recitare le leggi) e un membro del Concilio di Svezia dal 1487.
Erik Trolle nacque all'incirca nel 1460, e apparentemente era interessato a una carriera ecclesiastica. Studiò all'Università di Rostock e di Colonia, ebbe incarichi canonici a Uppsala e Linköping ma non fu mai ordinato. Sposò la ricca Ingeborg Filipsdotter (Tott) e scelse come sua residenza al suo castello, Ekholmen, in Uppland.
Trolle fu eletto reggente (riksföreståndare) all'incontro del Concilio di Svezia del 1512, ma non svolse mai il ruolo assegnatogli.